# Campylotropis sulcata
Campylotropis sulcata är en ärtväxtart som beskrevs av Anton Karl Schindler. Campylotropis sulcata ingår i släktet Campylotropis och familjen ärtväxter. Inga underarter finns listade i Catalogue of Life.